# Zwemvereniging De Scheldestroom
Zwemvereniging De Scheldestroom (Z.V. de Scheldestroom) is een zwemvereniging in de plaats Oostburg, die opgericht is in 1931.
In de beginjaren was de zwemvereniging gevestigd in Breskens, eveneens gelegen in de gemeente Sluis. Toen in 1995 het zwembad in Breskens, De Veste, werd gesloten, is de zwemvereniging verhuisd naar Oostburg. Sinds 1996 is de nieuwe thuishaven het zwembad 'De Eenhoorn' te Oostburg. Z.V. de Scheldestroom is aangesloten bij de KNZB.